# 2018-as IIHF divízió II-es jégkorong-világbajnokság
A 2018-as IIHF divízió II-es jégkorong-világbajnokság A csoportjának mérkőzéseit Tilburgban, Hollandiában rendezték április 23. és 29. között. A B csoport mérkőzéseit Granadában, Spanyolországban rendezték április 14. és 20. között.

## A csoport

### Résztvevők
| Csapat     | Kvalifikáció                                            |
| ---------- | ------------------------------------------------------- |
| Hollandia  | Rendező, a 2017-es divízió I/B 6. helyezettje, kiesett. |
| Ausztrália | A 2017-es divízió II/A 2. helyezettje.                  |
| Szerbia    | A 2017-es divízió II/A 3. helyezettje.                  |
| Belgium    | A 2017-es divízió II/A 4. helyezettje.                  |
| Izland     | A 2017-es divízió II/A 5. helyezettje.                  |
| Kína       | a 2017-es divízió II/B 1. helyezettje, feljutott.       |

### Tabella
| Hely. | Csapat        | M | Gy | HGy | HV | V | G+ | G– | Gk  | P  | Továbbjutás vagy kiesés    |
| ----- | ------------- | - | -- | --- | -- | - | -- | -- | --- | -- | -------------------------- |
| 1.    | Hollandia (R) | 5 | 5  | 0   | 0  | 0 | 42 | 5  | +37 | 15 | Feljutott a divízió I B-be |
| 2.    | Ausztrália    | 5 | 3  | 1   | 0  | 1 | 19 | 14 | +5  | 11 |                            |
| 3.    | Szerbia       | 5 | 3  | 0   | 1  | 1 | 16 | 14 | +2  | 10 |                            |
| 4.    | Kína          | 5 | 2  | 0   | 0  | 3 | 10 | 16 | −6  | 6  |                            |
| 5.    | Belgium       | 5 | 1  | 0   | 0  | 4 | 11 | 28 | −17 | 3  |                            |
| 6.    | Izland        | 5 | 0  | 0   | 0  | 5 | 7  | 28 | −21 | 0  | Kiesett a divízió II B-be  |

### Mérkőzések
A mérkőzések kezdési időpontjai helyi idő szerint (UTC+2) értendők.
| 2018. április 23. 13:00 | Ausztrália | 3–0 (1–0, 0–0, 2–0) | Izland | IJssportcentrum, Tilburg Nézőszám: 250 |

| Jegyzőkönyv | Jegyzőkönyv    | Jegyzőkönyv | Jegyzőkönyv     | Jegyzőkönyv                                                                |
| --- | -------------- | ----------- | --------------- | -------------------------------------------------------------------------- |
| | Anthony Kimlin | Kapusok     | Dennis Hedström | Játékvezető: Haszonits Miklós Vonalbírók: Kensuke Kanazawa Stef Oosterling |
| \| Goransson (Armstrong, Haselhurst) – 17:03 \| 1–0 \| \| \| Malloy (Darge) (PP) – 58:52 \| 2–0 \| \| \| Powell (Cliff) (ENG) – 59:37 \| 3–0 \| \| |                |             |                 | Játékvezető: Haszonits Miklós Vonalbírók: Kensuke Kanazawa Stef Oosterling |
| 8 perc | Büntetések     | 16 perc     |                 | Játékvezető: Haszonits Miklós Vonalbírók: Kensuke Kanazawa Stef Oosterling |
| 39 | Lövések        | 20          |                 | Játékvezető: Haszonits Miklós Vonalbírók: Kensuke Kanazawa Stef Oosterling |
| Goransson (Armstrong, Haselhurst) – 17:03 | 1–0            |             |                 | Játékvezető: Haszonits Miklós Vonalbírók: Kensuke Kanazawa Stef Oosterling |
| Malloy (Darge) (PP) – 58:52 | 2–0            |             |                 | Játékvezető: Haszonits Miklós Vonalbírók: Kensuke Kanazawa Stef Oosterling |
| Powell (Cliff) (ENG) – 59:37 | 3–0            |             |                 | Játékvezető: Haszonits Miklós Vonalbírók: Kensuke Kanazawa Stef Oosterling |

| 2018. április 23. 16:30 | Szerbia | 4–1 (1–0, 2–1, 1–0) | Belgium | IJssportcentrum, Tilburg Nézőszám: 215 |

| Jegyzőkönyv | Jegyzőkönyv       | Jegyzőkönyv                    | Jegyzőkönyv | Jegyzőkönyv                                                     |
| --- | ----------------- | ------------------------------ | ----------- | --------------------------------------------------------------- |
| | Arsenije Ranković | Kapusok                        | Mike Jansen | Játékvezető: Sergey Morozov Vonalbírók: Raivis Jučers Jos Korte |
| \| P. Novaković (Luković) (PP2) – 14:46 \| 1–0 \| \| \| Kerezović (Luković) – 21:11 \| 2–0 \| \| \| \| 2–1 \| 30:41 – Denis (McCann-Coppens) \| \| Sretović (P. Novaković) (PP) – 38:41 \| 3–1 \| \| \| P. Novaković (Crnogorac, Luković) (PP) – 52:43 \| 4–1 \| \| |                   |                                |             | Játékvezető: Sergey Morozov Vonalbírók: Raivis Jučers Jos Korte |
| 12 perc | Büntetések        | 14 perc                        |             | Játékvezető: Sergey Morozov Vonalbírók: Raivis Jučers Jos Korte |
| 31 | Lövések           | 33                             |             | Játékvezető: Sergey Morozov Vonalbírók: Raivis Jučers Jos Korte |
| P. Novaković (Luković) (PP2) – 14:46 | 1–0               |                                |             | Játékvezető: Sergey Morozov Vonalbírók: Raivis Jučers Jos Korte |
| Kerezović (Luković) – 21:11 | 2–0               |                                |             | Játékvezető: Sergey Morozov Vonalbírók: Raivis Jučers Jos Korte |
| | 2–1               | 30:41 – Denis (McCann-Coppens) |             | Játékvezető: Sergey Morozov Vonalbírók: Raivis Jučers Jos Korte |
| Sretović (P. Novaković) (PP) – 38:41 | 3–1               |                                |             |                                                                 |
| P. Novaković (Crnogorac, Luković) (PP) – 52:43 | 4–1               |                                |             |                                                                 |

| 2018. április 23. 20:00 | Hollandia | 7–0 (3–0, 1–0, 3–0) | Kína | IJssportcentrum, Tilburg Nézőszám: 1452 |

| Jegyzőkönyv | Jegyzőkönyv   | Jegyzőkönyv | Jegyzőkönyv | Jegyzőkönyv                                                                |
| --- | ------------- | ----------- | ----------- | -------------------------------------------------------------------------- |
| | Ian Meierdres | Kapusok     | Sun Zehao   | Játékvezető: Andrea Benvegnu Vonalbírók: Knut Einar Bråten Ian McCambridge |
| \| Van der Schuit – 03:37 \| 1–0 \| \| \| Van den Heuvel (Bastings, Joly) (PP) – 13:13 \| 2–0 \| \| \| Nagtzaam (Van Oorschot) – 16:01 \| 3–0 \| \| \| Vogelaar (Van Soest) – 26:28 \| 4–0 \| \| \| Vogelaar (Bastings) – 42:30 \| 5–0 \| \| \| Van den Heuvel (K. Bruijsten, Loginov) (SH) – 48:44 \| 6–0 \| \| \| Stempher (Van der Schuit, Vogelaar) – 58:51 \| 7–0 \| \| |               |             |             | Játékvezető: Andrea Benvegnu Vonalbírók: Knut Einar Bråten Ian McCambridge |
| 16 perc | Büntetések    | 6 perc      |             | Játékvezető: Andrea Benvegnu Vonalbírók: Knut Einar Bråten Ian McCambridge |
| 39 | Lövések       | 9           |             | Játékvezető: Andrea Benvegnu Vonalbírók: Knut Einar Bråten Ian McCambridge |
| Van der Schuit – 03:37 | 1–0           |             |             | Játékvezető: Andrea Benvegnu Vonalbírók: Knut Einar Bråten Ian McCambridge |
| Van den Heuvel (Bastings, Joly) (PP) – 13:13 | 2–0           |             |             | Játékvezető: Andrea Benvegnu Vonalbírók: Knut Einar Bråten Ian McCambridge |
| Nagtzaam (Van Oorschot) – 16:01 | 3–0           |             |             | Játékvezető: Andrea Benvegnu Vonalbírók: Knut Einar Bråten Ian McCambridge |
| Vogelaar (Van Soest) – 26:28 | 4–0           |             |             |                                                                            |
| Vogelaar (Bastings) – 42:30 | 5–0           |             |             |                                                                            |
| Van den Heuvel (K. Bruijsten, Loginov) (SH) – 48:44 | 6–0           |             |             |                                                                            |
| Stempher (Van der Schuit, Vogelaar) – 58:51 | 7–0           |             |             |                                                                            |

| 2018. április 24. 13:00 | Ausztrália | 6–0 (1–0, 2–0, 3–0) | Belgium | IJssportcentrum, Tilburg Nézőszám: 245 |

| Jegyzőkönyv | Jegyzőkönyv    | Jegyzőkönyv | Jegyzőkönyv | Jegyzőkönyv                                                        |
| --- | -------------- | ----------- | ----------- | ------------------------------------------------------------------ |
| | Anthony Kimlin | Kapusok     | Mike Jansen | Játékvezető: Andrea Benvegnu Vonalbírók: Jos Korte Ian McCambridge |
| \| Rezek (L. Webster) – 00:26 \| 1–0 \| \| \| Darge (Woodman, Taylor) (PP) – 21:00 \| 2–0 \| \| \| Tesarik (Miettinen) – 35:57 \| 3–0 \| \| \| Goransson (Armstrong, Powell) (PP) – 40:54 \| 4–0 \| \| \| Todd (Malloy, Armstrong) – 45:34 \| 5–0 \| \| \| Todd (Armstrong, Malloy) – 48:38 \| 6–0 \| \| |                |             |             | Játékvezető: Andrea Benvegnu Vonalbírók: Jos Korte Ian McCambridge |
| 12 perc | Büntetések     | 16 perc     |             | Játékvezető: Andrea Benvegnu Vonalbírók: Jos Korte Ian McCambridge |
| 40 | Lövések        | 24          |             | Játékvezető: Andrea Benvegnu Vonalbírók: Jos Korte Ian McCambridge |
| Rezek (L. Webster) – 00:26 | 1–0            |             |             | Játékvezető: Andrea Benvegnu Vonalbírók: Jos Korte Ian McCambridge |
| Darge (Woodman, Taylor) (PP) – 21:00 | 2–0            |             |             | Játékvezető: Andrea Benvegnu Vonalbírók: Jos Korte Ian McCambridge |
| Tesarik (Miettinen) – 35:57 | 3–0            |             |             | Játékvezető: Andrea Benvegnu Vonalbírók: Jos Korte Ian McCambridge |
| Goransson (Armstrong, Powell) (PP) – 40:54 | 4–0            |             |             |                                                                    |
| Todd (Malloy, Armstrong) – 45:34 | 5–0            |             |             |                                                                    |
| Todd (Armstrong, Malloy) – 48:38 | 6–0            |             |             |                                                                    |

| 2018. április 24. 16:30 | Kína | 1–3 (0–1, 0–2, 1–0) | Szerbia | IJssportcentrum, Tilburg Nézőszám: 257 |

| Jegyzőkönyv | Jegyzőkönyv | Jegyzőkönyv                              | Jegyzőkönyv       | Jegyzőkönyv                                                              |
| --- | ----------- | ---------------------------------------- | ----------------- | ------------------------------------------------------------------------ |
| | Sun Zehao   | Kapusok                                  | Arsenije Ranković | Játékvezető: Tomasz Radzik Vonalbírók: Knut Einar Bråten Stef Oosterling |
| \| \| 0–1 \| 10:08 – Luković (Crnogorac) (PP) \| \| \| 0–2 \| 20:59 – Zwick (Luković, Brkušanin) \| \| \| 0–3 \| 23:30 – Vučurević (Brkušanin, Ilić) (PP) \| \| Huang Q. (Zhang C., Yan) – 56:59 \| 1–3 \| \| |             |                                          |                   | Játékvezető: Tomasz Radzik Vonalbírók: Knut Einar Bråten Stef Oosterling |
| 54 perc | Büntetések  | 22 perc                                  |                   | Játékvezető: Tomasz Radzik Vonalbírók: Knut Einar Bråten Stef Oosterling |
| 18 | Lövések     | 34                                       |                   | Játékvezető: Tomasz Radzik Vonalbírók: Knut Einar Bråten Stef Oosterling |
| | 0–1         | 10:08 – Luković (Crnogorac) (PP)         |                   | Játékvezető: Tomasz Radzik Vonalbírók: Knut Einar Bråten Stef Oosterling |
| | 0–2         | 20:59 – Zwick (Luković, Brkušanin)       |                   | Játékvezető: Tomasz Radzik Vonalbírók: Knut Einar Bråten Stef Oosterling |
| | 0–3         | 23:30 – Vučurević (Brkušanin, Ilić) (PP) |                   | Játékvezető: Tomasz Radzik Vonalbírók: Knut Einar Bråten Stef Oosterling |
| Huang Q. (Zhang C., Yan) – 56:59 | 1–3         |                                          |                   |                                                                          |

| 2018. április 24. 20:00 | Izland | 1–11 (0–3, 0–3, 1–5) | Hollandia | IJssportcentrum, Tilburg Nézőszám: 1347 |

| Jegyzőkönyv | Jegyzőkönyv                       | Jegyzőkönyv                                          | Jegyzőkönyv                      | Jegyzőkönyv                                                              |
| --- | --------------------------------- | ---------------------------------------------------- | -------------------------------- | ------------------------------------------------------------------------ |
| | Dennis Hedström Atli Valdimarsson | Kapusok                                              | Ian Meierdres Martijn Oosterwijk | Játékvezető: Sergey Morozov Vonalbírók: Tomislav Grozaj Kensuke Kanazawa |
| \| \| 0–1 \| 07:51 – Van Lijden (M. Bruijsten) \| \| \| 0–2 \| 09:52 – De Hondt (Vogelaar) \| \| \| 0–3 \| 14:48 – M. Bruijsten (Van Lijden) \| \| \| 0–4 \| 26:41 – Joly \| \| \| 0–5 \| 29:08 – Smid (De Hondt) (PP) \| \| \| 0–6 \| 36:50 – Van Lijden (M. Bruijsten) \| \| \| 0–7 \| 43:23 – Vogelaar (Joly) \| \| \| 0–8 \| 43:41 – Bastings (Verkiel) \| \| \| 0–9 \| 45:34 – Joly (Van Soest) \| \| \| 0–10 \| 53:41 – Stempher (Bruijsten, Loginov) \| \| Orongan (Mikaelsson) – 54:47 \| 1–10 \| \| \| \| 1–11 \| 57:07 – K. Bruijsten (Bastings, Van den Heuvel) (EA) \| |                                   |                                                      |                                  | Játékvezető: Sergey Morozov Vonalbírók: Tomislav Grozaj Kensuke Kanazawa |
| 4 perc | Büntetések                        | 10 perc                                              |                                  | Játékvezető: Sergey Morozov Vonalbírók: Tomislav Grozaj Kensuke Kanazawa |
| 7 | Lövések                           | 66                                                   |                                  | Játékvezető: Sergey Morozov Vonalbírók: Tomislav Grozaj Kensuke Kanazawa |
| | 0–1                               | 07:51 – Van Lijden (M. Bruijsten)                    |                                  | Játékvezető: Sergey Morozov Vonalbírók: Tomislav Grozaj Kensuke Kanazawa |
| | 0–2                               | 09:52 – De Hondt (Vogelaar)                          |                                  | Játékvezető: Sergey Morozov Vonalbírók: Tomislav Grozaj Kensuke Kanazawa |
| | 0–3                               | 14:48 – M. Bruijsten (Van Lijden)                    |                                  | Játékvezető: Sergey Morozov Vonalbírók: Tomislav Grozaj Kensuke Kanazawa |
| | 0–4                               | 26:41 – Joly                                         |                                  |                                                                          |
| | 0–5                               | 29:08 – Smid (De Hondt) (PP)                         |                                  |                                                                          |
| | 0–6                               | 36:50 – Van Lijden (M. Bruijsten)                    |                                  |                                                                          |
| | 0–7                               | 43:23 – Vogelaar (Joly)                              |                                  |                                                                          |
| | 0–8                               | 43:41 – Bastings (Verkiel)                           |                                  |                                                                          |
| | 0–9                               | 45:34 – Joly (Van Soest)                             |                                  |                                                                          |
| | 0–10                              | 53:41 – Stempher (Bruijsten, Loginov)                |                                  |                                                                          |
| Orongan (Mikaelsson) – 54:47 | 1–10                              |                                                      |                                  |                                                                          |
| | 1–11                              | 57:07 – K. Bruijsten (Bastings, Van den Heuvel) (EA) |                                  |                                                                          |

| 2018. április 26. 13:00 | Kína | 1–3 (1–0, 0–0, 0–3) | Ausztrália | IJssportcentrum, Tilburg Nézőszám: 411 |

| Jegyzőkönyv | Jegyzőkönyv | Jegyzőkönyv                             | Jegyzőkönyv    | Jegyzőkönyv                                                                |
| --- | ----------- | --------------------------------------- | -------------- | -------------------------------------------------------------------------- |
| | Sun Zehao   | Kapusok                                 | Anthony Kimlin | Játékvezető: Sergey Morozov Vonalbírók: Knut Einar Bråten Kensuke Kanazawa |
| \| Zhang Z. (Huang Q.) – 11:10 \| 1–0 \| \| \| \| 1–1 \| 42:13 – Haselhurst (Armstrong, Todd) \| \| \| 1–2 \| 55:33 – Rezek (Haselhurst) \| \| \| 1–3 \| 59:22 – Armstrong (Goransson) (ENG, PP) \| |             |                                         |                | Játékvezető: Sergey Morozov Vonalbírók: Knut Einar Bråten Kensuke Kanazawa |
| 12 perc | Büntetések  | 18 perc                                 |                | Játékvezető: Sergey Morozov Vonalbírók: Knut Einar Bråten Kensuke Kanazawa |
| 24 | Lövések     | 38                                      |                | Játékvezető: Sergey Morozov Vonalbírók: Knut Einar Bråten Kensuke Kanazawa |
| Zhang Z. (Huang Q.) – 11:10 | 1–0         |                                         |                | Játékvezető: Sergey Morozov Vonalbírók: Knut Einar Bråten Kensuke Kanazawa |
| | 1–1         | 42:13 – Haselhurst (Armstrong, Todd)    |                | Játékvezető: Sergey Morozov Vonalbírók: Knut Einar Bråten Kensuke Kanazawa |
| | 1–2         | 55:33 – Rezek (Haselhurst)              |                | Játékvezető: Sergey Morozov Vonalbírók: Knut Einar Bråten Kensuke Kanazawa |
| | 1–3         | 59:22 – Armstrong (Goransson) (ENG, PP) |                |                                                                            |

| 2018. április 26. 16:30 | Belgium | 6–3 (1–0, 2–0, 3–3) | Izland | IJssportcentrum, Tilburg Nézőszám: 243 |

| Jegyzőkönyv | Jegyzőkönyv    | Jegyzőkönyv                               | Jegyzőkönyv     | Jegyzőkönyv                                                         |
| --- | -------------- | ----------------------------------------- | --------------- | ------------------------------------------------------------------- |
| | Arthur Legrand | Kapusok                                   | Dennis Hedström | Játékvezető: Miklós Haszonits Vonalbírók: Jos Korte Ian McCambridge |
| \| Van den Bogaert (De Smet, Verelst) – 12:57 \| 1–0 \| \| \| Denis – 26:04 \| 2–0 \| \| \| De Smet (Verelst) – 31:12 \| 3–0 \| \| \| Henry (Delbrassine, Paulus) – 48:30 \| 4–0 \| \| \| \| 4–1 \| 52:25 – Sigurðsson (Pálsson) (PP) \| \| \| 4–2 \| 53:09 – Sigrúnarson (Kristinsson) \| \| \| 4–3 \| 57:30 – Sigurðsson (Jónsson, Sigrúnarson) \| \| Bremer (Henry) – 58:20 \| 5–3 \| \| \| Pellegrims (Verelst) (ENG) – 58:59 \| 6–3 \| \| |                |                                           |                 | Játékvezető: Miklós Haszonits Vonalbírók: Jos Korte Ian McCambridge |
| 22 perc | Büntetések     | 20 perc                                   |                 | Játékvezető: Miklós Haszonits Vonalbírók: Jos Korte Ian McCambridge |
| 43 | Lövések        | 24                                        |                 | Játékvezető: Miklós Haszonits Vonalbírók: Jos Korte Ian McCambridge |
| Van den Bogaert (De Smet, Verelst) – 12:57 | 1–0            |                                           |                 | Játékvezető: Miklós Haszonits Vonalbírók: Jos Korte Ian McCambridge |
| Denis – 26:04 | 2–0            |                                           |                 | Játékvezető: Miklós Haszonits Vonalbírók: Jos Korte Ian McCambridge |
| De Smet (Verelst) – 31:12 | 3–0            |                                           |                 | Játékvezető: Miklós Haszonits Vonalbírók: Jos Korte Ian McCambridge |
| Henry (Delbrassine, Paulus) – 48:30 | 4–0            |                                           |                 |                                                                     |
| | 4–1            | 52:25 – Sigurðsson (Pálsson) (PP)         |                 |                                                                     |
| | 4–2            | 53:09 – Sigrúnarson (Kristinsson)         |                 |                                                                     |
| | 4–3            | 57:30 – Sigurðsson (Jónsson, Sigrúnarson) |                 |                                                                     |
| Bremer (Henry) – 58:20 | 5–3            |                                           |                 |                                                                     |
| Pellegrims (Verelst) (ENG) – 58:59 | 6–3            |                                           |                 |                                                                     |

| 2018. április 26. 20:00 | Hollandia | 5–0 (2–0, 2–0, 1–0) | Szerbia | IJssportcentrum, Tilburg Nézőszám: 1500 |

| Jegyzőkönyv | Jegyzőkönyv   | Jegyzőkönyv | Jegyzőkönyv       | Jegyzőkönyv                                                          |
| --- | ------------- | ----------- | ----------------- | -------------------------------------------------------------------- |
| | Ian Meierdres | Kapusok     | Arsenije Ranković | Játékvezető: Tomasz Radzik Vonalbírók: Tomislav Grozaj Raivis Jučers |
| \| Van Soest (Joly) – 04:21 \| 1–0 \| \| \| Van Soest (Joly, Oosterveld) – 09:40 \| 2–0 \| \| \| Van den Heuvel (K. Bruijsten, Van Oorschot) (PP) – 31:56 \| 3–0 \| \| \| Vogelaar (De Hondt, Stempher) (PP) – 32:26 \| 4–0 \| \| \| Van Oorschot (Van den Heuvel, K. Bruijsten) – 54:06 \| 5–0 \| \| |               |             |                   | Játékvezető: Tomasz Radzik Vonalbírók: Tomislav Grozaj Raivis Jučers |
| 20 perc | Büntetések    | 36 perc     |                   | Játékvezető: Tomasz Radzik Vonalbírók: Tomislav Grozaj Raivis Jučers |
| 35 | Lövések       | 11          |                   | Játékvezető: Tomasz Radzik Vonalbírók: Tomislav Grozaj Raivis Jučers |
| Van Soest (Joly) – 04:21 | 1–0           |             |                   | Játékvezető: Tomasz Radzik Vonalbírók: Tomislav Grozaj Raivis Jučers |
| Van Soest (Joly, Oosterveld) – 09:40 | 2–0           |             |                   | Játékvezető: Tomasz Radzik Vonalbírók: Tomislav Grozaj Raivis Jučers |
| Van den Heuvel (K. Bruijsten, Van Oorschot) (PP) – 31:56 | 3–0           |             |                   | Játékvezető: Tomasz Radzik Vonalbírók: Tomislav Grozaj Raivis Jučers |
| Vogelaar (De Hondt, Stempher) (PP) – 32:26 | 4–0           |             |                   |                                                                      |
| Van Oorschot (Van den Heuvel, K. Bruijsten) – 54:06 | 5–0           |             |                   |                                                                      |

| 2018. április 28. 13:00 | Kína | 3–1 (0–0, 0–1, 3–0) | Izland | IJssportcentrum, Tilburg Nézőszám: 321 |

| Jegyzőkönyv | Jegyzőkönyv | Jegyzőkönyv                        | Jegyzőkönyv     | Jegyzőkönyv                                                          |
| --- | ----------- | ---------------------------------- | --------------- | -------------------------------------------------------------------- |
| | Sun Zehao   | Kapusok                            | Dennis Hedström | Játékvezető: Tomasz Radzik Vonalbírók: Raivis Jučers Stef Oosterling |
| \| \| 0–1 \| 25:07 – Jóhannesson (Þorsteinsson) \| \| Zhang Z. (Zhang H.) – 47:24 \| 1–1 \| \| \| Zhong (Sun, Zhang C.) (PP) – 48:43 \| 2–1 \| \| \| Huang Q. (Sun) (ENG) – 58:19 \| 3–1 \| \| |             |                                    |                 | Játékvezető: Tomasz Radzik Vonalbírók: Raivis Jučers Stef Oosterling |
| 12 perc | Büntetések  | 10 perc                            |                 | Játékvezető: Tomasz Radzik Vonalbírók: Raivis Jučers Stef Oosterling |
| 26 | Lövések     | 29                                 |                 | Játékvezető: Tomasz Radzik Vonalbírók: Raivis Jučers Stef Oosterling |
| | 0–1         | 25:07 – Jóhannesson (Þorsteinsson) |                 | Játékvezető: Tomasz Radzik Vonalbírók: Raivis Jučers Stef Oosterling |
| Zhang Z. (Zhang H.) – 47:24 | 1–1         |                                    |                 | Játékvezető: Tomasz Radzik Vonalbírók: Raivis Jučers Stef Oosterling |
| Zhong (Sun, Zhang C.) (PP) – 48:43 | 2–1         |                                    |                 | Játékvezető: Tomasz Radzik Vonalbírók: Raivis Jučers Stef Oosterling |
| Huang Q. (Sun) (ENG) – 58:19 | 3–1         |                                    |                 |                                                                      |

| 2018. április 28. 16:30 | Belgium | 2–10 (0–4, 1–4, 1–2) | Hollandia | IJssportcentrum, Tilburg Nézőszám: 2400 |

| Jegyzőkönyv | Jegyzőkönyv                | Jegyzőkönyv                                     | Jegyzőkönyv   | Jegyzőkönyv                                                               |
| --- | -------------------------- | ----------------------------------------------- | ------------- | ------------------------------------------------------------------------- |
| | Mike Jansen Arthur Legrand | Kapusok                                         | Ian Meierdres | Játékvezető: Miklós Haszonits Vonalbírók: Tomislav Grozaj Ian McCambridge |
| \| \| 0–1 \| 01:35 – Joly (Van Lijden) \| \| \| 0–2 \| 03:02 – K. Bruijsten (Van den Heuvel, Bastings) \| \| \| 0–3 \| 14:27 – Van Oorschot (Van Soest, Van Gestel) \| \| \| 0–4 \| 15:18 – Nagtzaam (Joly) \| \| \| 0–5 \| 22:13 – Vogelaar (Nagtzaam) (SH) \| \| \| 0–6 \| 29:12 – K. Bruijsten (Van den Heuvel) \| \| Henry (Milpas, Denis) – 29:34 \| 1–6 \| \| \| \| 1–7 \| 38:00 – De Hondt (Dempher, Smid) (PP) \| \| \| 1–8 \| 38:44 – Bastings (K. Bruijsten) \| \| De Smet (Paulus, Denis) (PP) – 48:47 \| 2–8 \| \| \| \| 2–9 \| 51:09 – Vogelaar (K. Bruijsten, Van den Heuvel) \| \| \| 2–10 \| 58:39 – Nagtzaam (K. Bruijsten, Loginov) (PP) \| |                            |                                                 |               | Játékvezető: Miklós Haszonits Vonalbírók: Tomislav Grozaj Ian McCambridge |
| 14 perc | Büntetések                 | 18 perc                                         |               | Játékvezető: Miklós Haszonits Vonalbírók: Tomislav Grozaj Ian McCambridge |
| 18 | Lövések                    | 51                                              |               | Játékvezető: Miklós Haszonits Vonalbírók: Tomislav Grozaj Ian McCambridge |
| | 0–1                        | 01:35 – Joly (Van Lijden)                       |               | Játékvezető: Miklós Haszonits Vonalbírók: Tomislav Grozaj Ian McCambridge |
| | 0–2                        | 03:02 – K. Bruijsten (Van den Heuvel, Bastings) |               | Játékvezető: Miklós Haszonits Vonalbírók: Tomislav Grozaj Ian McCambridge |
| | 0–3                        | 14:27 – Van Oorschot (Van Soest, Van Gestel)    |               | Játékvezető: Miklós Haszonits Vonalbírók: Tomislav Grozaj Ian McCambridge |
| | 0–4                        | 15:18 – Nagtzaam (Joly)                         |               |                                                                           |
| | 0–5                        | 22:13 – Vogelaar (Nagtzaam) (SH)                |               |                                                                           |
| | 0–6                        | 29:12 – K. Bruijsten (Van den Heuvel)           |               |                                                                           |
| Henry (Milpas, Denis) – 29:34 | 1–6                        |                                                 |               |                                                                           |
| | 1–7                        | 38:00 – De Hondt (Dempher, Smid) (PP)           |               |                                                                           |
| | 1–8                        | 38:44 – Bastings (K. Bruijsten)                 |               |                                                                           |
| De Smet (Paulus, Denis) (PP) – 48:47 | 2–8                        |                                                 |               |                                                                           |
| | 2–9                        | 51:09 – Vogelaar (K. Bruijsten, Van den Heuvel) |               |                                                                           |
| | 2–10                       | 58:39 – Nagtzaam (K. Bruijsten, Loginov) (PP)   |               |                                                                           |

| 2018. április 28. 20:00 | Szerbia | 4–5 (sz.) (2–1, 0–1, 2–2) (h.u. 0–0) (sz.: 0–1) | Ausztrália | IJssportcentrum, Tilburg Nézőszám: 521 |

| Jegyzőkönyv | Jegyzőkönyv       | Jegyzőkönyv                              | Jegyzőkönyv    | Jegyzőkönyv                                                          |
| --- | ----------------- | ---------------------------------------- | -------------- | -------------------------------------------------------------------- |
| | Arsenije Ranković | Kapusok                                  | Anthony Kimlin | Játékvezető: Andrea Benvegnu Vonalbírók: Knut Einar Bråten Jos Korte |
| \| Podunavac (PP2) – 04:11 \| 1–0 \| \| \| Vučurević (Sretović) (PP) – 15:38 \| 2–0 \| \| \| \| 2–1 \| 16:21 – L. Webster (Darge, Taylor) \| \| \| 2–2 \| 26:22 – Goransson (Todd, Armstrong) (PP) \| \| \| 2–3 \| 41:04 – Malloy (Goransson, Haselhurst) \| \| \| 2–4 \| 46:55 – Armstrong \| \| Sretović (Đumić) (SH) – 52:57 \| 3–4 \| \| \| Novaković (Podunavac) (PP, EA) – 59:50 \| 4–4 \| \| |                   |                                          |                | Játékvezető: Andrea Benvegnu Vonalbírók: Knut Einar Bråten Jos Korte |
| Sretović Vučurević Đumić Crnogorac Brkušanin | Szétlövés         | Rezek Darge Armstrong Todd Taylor        |                | Játékvezető: Andrea Benvegnu Vonalbírók: Knut Einar Bråten Jos Korte |
| 12 perc | Büntetések        | 22 perc                                  |                | Játékvezető: Andrea Benvegnu Vonalbírók: Knut Einar Bråten Jos Korte |
| 39 | Lövések           | 33                                       |                | Játékvezető: Andrea Benvegnu Vonalbírók: Knut Einar Bråten Jos Korte |
| Podunavac (PP2) – 04:11 | 1–0               |                                          |                | Játékvezető: Andrea Benvegnu Vonalbírók: Knut Einar Bråten Jos Korte |
| Vučurević (Sretović) (PP) – 15:38 | 2–0               |                                          |                | Játékvezető: Andrea Benvegnu Vonalbírók: Knut Einar Bråten Jos Korte |
| | 2–1               | 16:21 – L. Webster (Darge, Taylor)       |                |                                                                      |
| | 2–2               | 26:22 – Goransson (Todd, Armstrong) (PP) |                |                                                                      |
| | 2–3               | 41:04 – Malloy (Goransson, Haselhurst)   |                |                                                                      |
| | 2–4               | 46:55 – Armstrong                        |                |                                                                      |
| Sretović (Đumić) (SH) – 52:57 | 3–4               |                                          |                |                                                                      |
| Novaković (Podunavac) (PP, EA) – 59:50 | 4–4               |                                          |                |                                                                      |

| 2018. április 29. 13:00 | Belgium | 2–5 (0–0, 0–3, 2–2) | Kína | IJssportcentrum, Tilburg Nézőszám: 250 |

| Jegyzőkönyv | Jegyzőkönyv    | Jegyzőkönyv                      | Jegyzőkönyv | Jegyzőkönyv                                                               |
| --- | -------------- | -------------------------------- | ----------- | ------------------------------------------------------------------------- |
| | Arthur Legrand | Kapusok                          | Sun Zehao   | Játékvezető: Miklós Haszonits Vonalbírók: Tomislav Grozaj Ian McCambridge |
| \| \| 0–1 \| 28:03– Zou (Huang P.) \| \| \| 0–2 \| 34:43 – Li (Liu, Zhang C.) \| \| \| 0–3 \| 35:49 – Huang Q. (Zhang Z.) \| \| \| 0–4 \| 43:31 – Zhang H. (Zhang Z.) (SH) \| \| Henry (Bremer, Distate) – 49:51 \| 1–4 \| \| \| Neven (Verelst, Paulus) (PP) – 56:36 \| 2–4 \| \| \| \| 2–5 \| 58:36 – Zhang Z. (Huang Q.) \| |                |                                  |             | Játékvezető: Miklós Haszonits Vonalbírók: Tomislav Grozaj Ian McCambridge |
| 39 perc | Büntetések     | 16 perc                          |             | Játékvezető: Miklós Haszonits Vonalbírók: Tomislav Grozaj Ian McCambridge |
| 33 | Lövések        | 38                               |             | Játékvezető: Miklós Haszonits Vonalbírók: Tomislav Grozaj Ian McCambridge |
| | 0–1            | 28:03– Zou (Huang P.)            |             | Játékvezető: Miklós Haszonits Vonalbírók: Tomislav Grozaj Ian McCambridge |
| | 0–2            | 34:43 – Li (Liu, Zhang C.)       |             | Játékvezető: Miklós Haszonits Vonalbírók: Tomislav Grozaj Ian McCambridge |
| | 0–3            | 35:49 – Huang Q. (Zhang Z.)      |             | Játékvezető: Miklós Haszonits Vonalbírók: Tomislav Grozaj Ian McCambridge |
| | 0–4            | 43:31 – Zhang H. (Zhang Z.) (SH) |             |                                                                           |
| Henry (Bremer, Distate) – 49:51 | 1–4            |                                  |             |                                                                           |
| Neven (Verelst, Paulus) (PP) – 56:36 | 2–4            |                                  |             |                                                                           |
| | 2–5            | 58:36 – Zhang Z. (Huang Q.)      |             |                                                                           |

| 2018. április 29. 16:30 | Hollandia | 9–2 (4–0, 3–1, 2–1) | Ausztrália | IJssportcentrum, Tilburg Nézőszám: 2035 |

| Jegyzőkönyv | Jegyzőkönyv                      | Jegyzőkönyv                          | Jegyzőkönyv    | Jegyzőkönyv                                                             |
| --- | -------------------------------- | ------------------------------------ | -------------- | ----------------------------------------------------------------------- |
| | Ian Meierdres Martijn Oosterwijk | Kapusok                              | Anthony Kimlin | Játékvezető: Sergey Morozov Vonalbírók: Knut Einar Bråten Raivis Jučers |
| \| Van der Schuit (De Hondt, Stempher) – 01:02 \| 1–0 \| \| \| Van der Schuit (Stempher) – 06:27 \| 2–0 \| \| \| Smid – 12:27 \| 3–0 \| \| \| Van Oorschot (Van den Heuvel, Van Soest) (PP) – 17:56 \| 4–0 \| \| \| Bastings (Van den Heuvel, K. Bruijsten) – 24:18 \| 5–0 \| \| \| Verkiel (Van Oorschot) – 26:21 \| 6–0 \| \| \| \| 6–1 \| 31:33 – K. Webster (Powell) \| \| Vogelaar (Van der Schuit, Stempher) (PP) – 34:07 \| 7–1 \| \| \| Stempher (De Hondt, Van Oorschot) – 51:12 \| 8–1 \| \| \| Vogelaar (Van den Heuvel) – 57:05 \| 9–1 \| \| \| \| 9–2 \| 58:42 – Powell (K. Webster, Lindsay) \| |                                  |                                      |                | Játékvezető: Sergey Morozov Vonalbírók: Knut Einar Bråten Raivis Jučers |
| 2 perc | Büntetések                       | 8 perc                               |                | Játékvezető: Sergey Morozov Vonalbírók: Knut Einar Bråten Raivis Jučers |
| 66 | Lövések                          | 19                                   |                | Játékvezető: Sergey Morozov Vonalbírók: Knut Einar Bråten Raivis Jučers |
| Van der Schuit (De Hondt, Stempher) – 01:02 | 1–0                              |                                      |                | Játékvezető: Sergey Morozov Vonalbírók: Knut Einar Bråten Raivis Jučers |
| Van der Schuit (Stempher) – 06:27 | 2–0                              |                                      |                | Játékvezető: Sergey Morozov Vonalbírók: Knut Einar Bråten Raivis Jučers |
| Smid – 12:27 | 3–0                              |                                      |                | Játékvezető: Sergey Morozov Vonalbírók: Knut Einar Bråten Raivis Jučers |
| Van Oorschot (Van den Heuvel, Van Soest) (PP) – 17:56 | 4–0                              |                                      |                |                                                                         |
| Bastings (Van den Heuvel, K. Bruijsten) – 24:18 | 5–0                              |                                      |                |                                                                         |
| Verkiel (Van Oorschot) – 26:21 | 6–0                              |                                      |                |                                                                         |
| | 6–1                              | 31:33 – K. Webster (Powell)          |                |                                                                         |
| Vogelaar (Van der Schuit, Stempher) (PP) – 34:07 | 7–1                              |                                      |                |                                                                         |
| Stempher (De Hondt, Van Oorschot) – 51:12 | 8–1                              |                                      |                |                                                                         |
| Vogelaar (Van den Heuvel) – 57:05 | 9–1                              |                                      |                |                                                                         |
| | 9–2                              | 58:42 – Powell (K. Webster, Lindsay) |                |                                                                         |

| 2018. április 29. 20:00 | Izland | 2–5 (1–1, 0–2, 1–2) | Szerbia | IJssportcentrum, Tilburg Nézőszám: 311 |

| Jegyzőkönyv | Jegyzőkönyv     | Jegyzőkönyv                                | Jegyzőkönyv       | Jegyzőkönyv                                                               |
| --- | --------------- | ------------------------------------------ | ----------------- | ------------------------------------------------------------------------- |
| | Dennis Hedström | Kapusok                                    | Arsenije Ranković | Játékvezető: Andrea Benvegnu Vonalbírók: Kensuke Kanazawa Stef Oosterling |
| \| \| 0–1 \| 10:03 – Zwick (PP) \| \| Olafsson (Induss) – 11:33 \| 1–1 \| \| \| \| 1–2 \| 32:40 – Novaković (Crnogorac) \| \| \| 1–3 \| 38:58 – Sretović (Brkušanin, Sabados) (PP) \| \| \| 1–4 \| 50:21 – Luković (Novaković) \| \| \| 1–5 \| 55:11 – Crnogorac (Podunavac) (SH2, ENG) \| \| Jóhannesson (SH) – 58:37 \| 2–5 \| \| |                 |                                            |                   | Játékvezető: Andrea Benvegnu Vonalbírók: Kensuke Kanazawa Stef Oosterling |
| 8 perc | Büntetések      | 22 perc                                    |                   | Játékvezető: Andrea Benvegnu Vonalbírók: Kensuke Kanazawa Stef Oosterling |
| 32 | Lövések         | 46                                         |                   | Játékvezető: Andrea Benvegnu Vonalbírók: Kensuke Kanazawa Stef Oosterling |
| | 0–1             | 10:03 – Zwick (PP)                         |                   | Játékvezető: Andrea Benvegnu Vonalbírók: Kensuke Kanazawa Stef Oosterling |
| Olafsson (Induss) – 11:33 | 1–1             |                                            |                   | Játékvezető: Andrea Benvegnu Vonalbírók: Kensuke Kanazawa Stef Oosterling |
| | 1–2             | 32:40 – Novaković (Crnogorac)              |                   | Játékvezető: Andrea Benvegnu Vonalbírók: Kensuke Kanazawa Stef Oosterling |
| | 1–3             | 38:58 – Sretović (Brkušanin, Sabados) (PP) |                   |                                                                           |
| | 1–4             | 50:21 – Luković (Novaković)                |                   |                                                                           |
| | 1–5             | 55:11 – Crnogorac (Podunavac) (SH2, ENG)   |                   |                                                                           |
| Jóhannesson (SH) – 58:37 | 2–5             |                                            |                   |                                                                           |

## B csoport

### Résztvevők
| Csapat        | Kvalifikáció                                             |
| ------------- | -------------------------------------------------------- |
| Spanyolország | Rendező, a 2017-es divízió II/A 6. helyezettje, kiesett. |
| Új-Zéland     | A 2017-es divízió II/B 2. helyezettje.                   |
| Izrael        | A 2017-es divízió II/B 3. helyezettje.                   |
| Észak-Korea   | A 2017-es divízió II/B 4. helyezettje.                   |
| Mexikó        | A 2017-es divízió II/B 5. helyezettje.                   |
| Luxemburg     | A 2017-es divízió III 1. helyezettje, feljutott.         |

### Tabella
| Hely. | Csapat            | M | Gy | HGy | HV | V | G+ | G– | Gk  | P  | Továbbjutás vagy kiesés     |
| ----- | ----------------- | - | -- | --- | -- | - | -- | -- | --- | -- | --------------------------- |
| 1.    | Spanyolország (R) | 5 | 5  | 0   | 0  | 0 | 49 | 6  | +43 | 15 | Feljutott a divízió II A-ba |
| 2.    | Új-Zéland         | 5 | 4  | 0   | 0  | 1 | 33 | 14 | +19 | 12 |                             |
| 3.    | Izrael            | 5 | 3  | 0   | 0  | 2 | 24 | 14 | +10 | 9  |                             |
| 4.    | Észak-Korea       | 5 | 1  | 0   | 0  | 4 | 12 | 40 | −28 | 3  |                             |
| 5.    | Mexikó            | 5 | 1  | 0   | 0  | 4 | 9  | 30 | −21 | 3  |                             |
| 6.    | Luxemburg         | 5 | 1  | 0   | 0  | 4 | 6  | 29 | −23 | 3  | Kiesett a divízió III-ba    |

1. 1 2 3  Észak-Korea 3 pont, +2 Gk; Mexikó 3 pont, −1 Gk, Luxemburg 3 pont, −1 GD. Mexikó 3–1 Luxemburg

### Mérkőzések
A mérkőzések kezdési időpontjai helyi idő szerint (UTC+2) értendők.
| 2018. április 14. 13:00 | Új-Zéland | 5–1 (1–0, 4–0, 0–1) | Mexikó | Igloo Arena, Granada Nézőszám: 55 |

| Jegyzőkönyv | Jegyzőkönyv | Jegyzőkönyv        | Jegyzőkönyv        | Jegyzőkönyv                                                               |
| --- | ----------- | ------------------ | ------------------ | ------------------------------------------------------------------------- |
| | Daniel Lee  | Kapusok            | Andrés de la Garma | Játékvezető: Jevgēņijs Griškevičs Vonalbírók: Marcus Höfer Carlos Trobajo |
| \| Challis (McLeish) – 02:28 \| 1–0 \| \| \| Henderson (Heyd, Challis) (PP) – 22:19 \| 2–0 \| \| \| Harrop (Challis) – 25:42 \| 3–0 \| \| \| Ellis (Helmersson, Polozov) (PP) – 35:05 \| 4–0 \| \| \| Burns (Cox, Challis) (PP) – 39:33 \| 5–0 \| \| \| \| 5–1 \| 47:01 – Colas (SH) \| |             |                    |                    | Játékvezető: Jevgēņijs Griškevičs Vonalbírók: Marcus Höfer Carlos Trobajo |
| 8 perc | Büntetések  | 10 perc            |                    | Játékvezető: Jevgēņijs Griškevičs Vonalbírók: Marcus Höfer Carlos Trobajo |
| 30 | Lövések     | 19                 |                    | Játékvezető: Jevgēņijs Griškevičs Vonalbírók: Marcus Höfer Carlos Trobajo |
| Challis (McLeish) – 02:28 | 1–0         |                    |                    | Játékvezető: Jevgēņijs Griškevičs Vonalbírók: Marcus Höfer Carlos Trobajo |
| Henderson (Heyd, Challis) (PP) – 22:19 | 2–0         |                    |                    | Játékvezető: Jevgēņijs Griškevičs Vonalbírók: Marcus Höfer Carlos Trobajo |
| Harrop (Challis) – 25:42 | 3–0         |                    |                    | Játékvezető: Jevgēņijs Griškevičs Vonalbírók: Marcus Höfer Carlos Trobajo |
| Ellis (Helmersson, Polozov) (PP) – 35:05 | 4–0         |                    |                    |                                                                           |
| Burns (Cox, Challis) (PP) – 39:33 | 5–0         |                    |                    |                                                                           |
| | 5–1         | 47:01 – Colas (SH) |                    |                                                                           |

| 2018. április 14. 16:30 | Luxemburg | 1–8 (1–4, 0–2, 0–2) | Izrael | Igloo Arena, Granada Nézőszám: 61 |

| Jegyzőkönyv | Jegyzőkönyv   | Jegyzőkönyv                                 | Jegyzőkönyv    | Jegyzőkönyv                                                                |
| --- | ------------- | ------------------------------------------- | -------------- | -------------------------------------------------------------------------- |
| | Gilles Mangen | Kapusok                                     | Maxim Gokhberg | Játékvezető: Rasmus Toppel Vonalbírók: Alejandro García Chris van Grinsven |
| \| \| 0–1 \| 01:20 – Kozev (Kozhevnikov, Ben Tov) \| \| \| 0–2 \| 11:48 – Klein (Mazour, Kozevnikov) (PP) \| \| \| 0–3 \| 13:15 – Revinaga (Kozev) \| \| \| 0–4 \| 18:39 – R. Aharnovich (Mazour, Milner) \| \| Mosr (Welter, Gronlund) (PP) – 19:37 \| 1–4 \| \| \| \| 1–5 \| 22:20 – T. Aharnovich (Milner, Spivak) (PP) \| \| \| 1–6 \| 36:38 – Spektor (Mazour, Milner) (PP) \| \| \| 1–7 \| 40:47 – Klein (Kozevnikov) (PP) \| \| \| 1–8 \| 50:14 – Mazour (Milner, Klein) (PP) \| |               |                                             |                | Játékvezető: Rasmus Toppel Vonalbírók: Alejandro García Chris van Grinsven |
| 22 perc | Büntetések    | 26 perc                                     |                | Játékvezető: Rasmus Toppel Vonalbírók: Alejandro García Chris van Grinsven |
| 14 | Lövések       | 45                                          |                | Játékvezető: Rasmus Toppel Vonalbírók: Alejandro García Chris van Grinsven |
| | 0–1           | 01:20 – Kozev (Kozhevnikov, Ben Tov)        |                | Játékvezető: Rasmus Toppel Vonalbírók: Alejandro García Chris van Grinsven |
| | 0–2           | 11:48 – Klein (Mazour, Kozevnikov) (PP)     |                | Játékvezető: Rasmus Toppel Vonalbírók: Alejandro García Chris van Grinsven |
| | 0–3           | 13:15 – Revinaga (Kozev)                    |                | Játékvezető: Rasmus Toppel Vonalbírók: Alejandro García Chris van Grinsven |
| | 0–4           | 18:39 – R. Aharnovich (Mazour, Milner)      |                |                                                                            |
| Mosr (Welter, Gronlund) (PP) – 19:37 | 1–4           |                                             |                |                                                                            |
| | 1–5           | 22:20 – T. Aharnovich (Milner, Spivak) (PP) |                |                                                                            |
| | 1–6           | 36:38 – Spektor (Mazour, Milner) (PP)       |                |                                                                            |
| | 1–7           | 40:47 – Klein (Kozevnikov) (PP)             |                |                                                                            |
| | 1–8           | 50:14 – Mazour (Milner, Klein) (PP)         |                |                                                                            |

| 2018. április 14. 20:15 | Spanyolország | 15–1 (4–0, 8–1, 3–0) | Észak-Korea | Igloo Arena, Granada Nézőszám: 333 |

| Jegyzőkönyv | Jegyzőkönyv              | Jegyzőkönyv                   | Jegyzőkönyv         | Jegyzőkönyv                                                       |
| --- | ------------------------ | ----------------------------- | ------------------- | ----------------------------------------------------------------- |
| | Ander Alcaine Raúl Barbo | Kapusok                       | Pak Kuk-chol Pak Il | Játékvezető: Milan Novák Vonalbírók: Andrey Korovkin Jiří Svoboda |
| \| Rubio (Granell, Boronat) – 02:29 \| 1–0 \| \| \| Carbonell – 05:29 \| 2–0 \| \| \| Boronat (Ubieto) – 07:49 \| 3–0 \| \| \| Solorzano (Fuentes) – 17:17 \| 4–0 \| \| \| Hernández (Puyuelo, González) – 23:03 \| 5–0 \| \| \| Carbonell (P. Muñoz, Rivero) – 23:41 \| 6–0 \| \| \| \| 6–1 \| 25:17 – Hong (Kim H., Kim M.) \| \| Fuentes (Ubieto) (PP) – 27:02 \| 7–1 \| \| \| Rubio (Boronat) – 27:53 \| 8–1 \| \| \| Fuentes (Ubieto, González) (PP) – 30:31 \| 9–1 \| \| \| Arraras (Hernández, Puyuelo) – 32:38 \| 10–1 \| \| \| Solorzano (Puyuelo, Fuentes) (PP) – 35:45 \| 11–1 \| \| \| Granell (Boronat) – 39:19 \| 12–1 \| \| \| Arraras (Brabo, J. Muñoz) – 58:25 \| 13–1 \| \| \| Boronat (Rubio, Granell) – 58:43 \| 14–1 \| \| \| Hernández – 59:21 \| 15–1 \| \| |                          |                               |                     | Játékvezető: Milan Novák Vonalbírók: Andrey Korovkin Jiří Svoboda |
| 12 perc | Büntetések               | 22 perc                       |                     | Játékvezető: Milan Novák Vonalbírók: Andrey Korovkin Jiří Svoboda |
| 44 | Lövések                  | 20                            |                     | Játékvezető: Milan Novák Vonalbírók: Andrey Korovkin Jiří Svoboda |
| Rubio (Granell, Boronat) – 02:29 | 1–0                      |                               |                     | Játékvezető: Milan Novák Vonalbírók: Andrey Korovkin Jiří Svoboda |
| Carbonell – 05:29 | 2–0                      |                               |                     | Játékvezető: Milan Novák Vonalbírók: Andrey Korovkin Jiří Svoboda |
| Boronat (Ubieto) – 07:49 | 3–0                      |                               |                     | Játékvezető: Milan Novák Vonalbírók: Andrey Korovkin Jiří Svoboda |
| Solorzano (Fuentes) – 17:17 | 4–0                      |                               |                     |                                                                   |
| Hernández (Puyuelo, González) – 23:03 | 5–0                      |                               |                     |                                                                   |
| Carbonell (P. Muñoz, Rivero) – 23:41 | 6–0                      |                               |                     |                                                                   |
| | 6–1                      | 25:17 – Hong (Kim H., Kim M.) |                     |                                                                   |
| Fuentes (Ubieto) (PP) – 27:02 | 7–1                      |                               |                     |                                                                   |
| Rubio (Boronat) – 27:53 | 8–1                      |                               |                     |                                                                   |
| Fuentes (Ubieto, González) (PP) – 30:31 | 9–1                      |                               |                     |                                                                   |
| Arraras (Hernández, Puyuelo) – 32:38 | 10–1                     |                               |                     |                                                                   |
| Solorzano (Puyuelo, Fuentes) (PP) – 35:45 | 11–1                     |                               |                     |                                                                   |
| Granell (Boronat) – 39:19 | 12–1                     |                               |                     |                                                                   |
| Arraras (Brabo, J. Muñoz) – 58:25 | 13–1                     |                               |                     |                                                                   |
| Boronat (Rubio, Granell) – 58:43 | 14–1                     |                               |                     |                                                                   |
| Hernández – 59:21 | 15–1                     |                               |                     |                                                                   |

| 2018. április 15. 13:00 | Új-Zéland | 5–2 (1–0, 0–1, 4–1) | Izrael | Igloo Arena, Granada Nézőszám: 67 |

| Jegyzőkönyv | Jegyzőkönyv | Jegyzőkönyv                     | Jegyzőkönyv               | Jegyzőkönyv                                                           |
| --- | ----------- | ------------------------------- | ------------------------- | --------------------------------------------------------------------- |
| | Daniel Lee  | Kapusok                         | Nir Tichon Maxim Gokhberg | Játékvezető: Milan Novák Vonalbírók: Alejandro García Andrey Korovkin |
| \| Cox (Joyce, Henderson) – 15:43 \| 1–0 \| \| \| \| 1–1 \| 26:05 – R. Aharonovich (Milner) \| \| Ratcliffe – 50:52 \| 2–1 \| \| \| Ratcliffe (Helmersson) (PP) – 52:09 \| 3–1 \| \| \| Joyce (Heyd, Challis) – 52:58 \| 4–1 \| \| \| \| 4–2 \| 54:05 – Klein (Mazour) \| \| Schneider (Burns) – 54:34 \| 5–2 \| \| |             |                                 |                           | Játékvezető: Milan Novák Vonalbírók: Alejandro García Andrey Korovkin |
| 4 perc | Büntetések  | 10 perc                         |                           | Játékvezető: Milan Novák Vonalbírók: Alejandro García Andrey Korovkin |
| 29 | Lövések     | 22                              |                           | Játékvezető: Milan Novák Vonalbírók: Alejandro García Andrey Korovkin |
| Cox (Joyce, Henderson) – 15:43 | 1–0         |                                 |                           | Játékvezető: Milan Novák Vonalbírók: Alejandro García Andrey Korovkin |
| | 1–1         | 26:05 – R. Aharonovich (Milner) |                           | Játékvezető: Milan Novák Vonalbírók: Alejandro García Andrey Korovkin |
| Ratcliffe – 50:52 | 2–1         |                                 |                           | Játékvezető: Milan Novák Vonalbírók: Alejandro García Andrey Korovkin |
| Ratcliffe (Helmersson) (PP) – 52:09 | 3–1         |                                 |                           |                                                                       |
| Joyce (Heyd, Challis) – 52:58 | 4–1         |                                 |                           |                                                                       |
| | 4–2         | 54:05 – Klein (Mazour)          |                           |                                                                       |
| Schneider (Burns) – 54:34 | 5–2         |                                 |                           |                                                                       |

| 2018. április 15. 16:30 | Észak-Korea | 5–2 (3–2, 2–0, 0–0) | Mexikó | Igloo Arena, Granada Nézőszám: 68 |

| Jegyzőkönyv | Jegyzőkönyv  | Jegyzőkönyv                    | Jegyzőkönyv     | Jegyzőkönyv                                                                 |
| --- | ------------ | ------------------------------ | --------------- | --------------------------------------------------------------------------- |
| | Pak Kuk-chol | Kapusok                        | Alfonso de Alba | Játékvezető: Tim Tzirtziganis Vonalbírók: Carlos Trobajo Chris van Grinsven |
| \| An (Kim Kw.) – 08:46 \| 1–0 \| \| \| \| 1–1 \| 09:28 – Cruz (Sierra) \| \| \| 1–2 \| 14:40 – Majul (Rosette, Colas) \| \| Kang M. (Kang I.) (SH) – 17:27 \| 2–2 \| \| \| Kim Kw. (Hong, Ri P.) – 19:05 \| 3–2 \| \| \| An (Kim S., Ri H.) (PP) – 36:00 \| 4–2 \| \| \| Kang M. (An) (SH) – 39:52 \| 5–2 \| \| |              |                                |                 | Játékvezető: Tim Tzirtziganis Vonalbírók: Carlos Trobajo Chris van Grinsven |
| 12 perc | Büntetések   | 18 perc                        |                 | Játékvezető: Tim Tzirtziganis Vonalbírók: Carlos Trobajo Chris van Grinsven |
| 30 | Lövések      | 25                             |                 | Játékvezető: Tim Tzirtziganis Vonalbírók: Carlos Trobajo Chris van Grinsven |
| An (Kim Kw.) – 08:46 | 1–0          |                                |                 | Játékvezető: Tim Tzirtziganis Vonalbírók: Carlos Trobajo Chris van Grinsven |
| | 1–1          | 09:28 – Cruz (Sierra)          |                 | Játékvezető: Tim Tzirtziganis Vonalbírók: Carlos Trobajo Chris van Grinsven |
| | 1–2          | 14:40 – Majul (Rosette, Colas) |                 | Játékvezető: Tim Tzirtziganis Vonalbírók: Carlos Trobajo Chris van Grinsven |
| Kang M. (Kang I.) (SH) – 17:27 | 2–2          |                                |                 |                                                                             |
| Kim Kw. (Hong, Ri P.) – 19:05 | 3–2          |                                |                 |                                                                             |
| An (Kim S., Ri H.) (PP) – 36:00 | 4–2          |                                |                 |                                                                             |
| Kang M. (An) (SH) – 39:52 | 5–2          |                                |                 |                                                                             |

| 2018. április 15. 20:00 | Luxemburg | 1–10 (0–0, 1–3, 0–7) | Spanyolország | Igloo Arena, Granada Nézőszám: 234 |

| Jegyzőkönyv | Jegyzőkönyv     | Jegyzőkönyv                           | Jegyzőkönyv   | Jegyzőkönyv                                                             |
| --- | --------------- | ------------------------------------- | ------------- | ----------------------------------------------------------------------- |
| | Philippe Lepage | Kapusok                               | Ander Alcaine | Játékvezető: Jevgēņijs Griškevičs Vonalbírók: Marcus Höfer Jiří Svoboda |
| \| \| 0–1 \| 28:08 – Rubio (Ubieto) \| \| \| 0–2 \| 38:00 – Puyuelo (Ubieto, Vea) \| \| Eriksson – 39:04 \| 1–2 \| \| \| \| 1–3 \| 39:58 – González (Puyuelo, Brabo) \| \| \| 1–4 \| 42:49 – González (Solorzano) (PP) \| \| \| 1–5 \| 44:34 – Ubieto (Boronat) \| \| \| 1–6 \| 50:24 – Hernández (P. Muñoz) (EA) \| \| \| 1–7 \| 52:27 – J. Muñoz (Fuentes) (PP) \| \| \| 1–8 \| 53:05 – Puyuelo (Hernández) \| \| \| 1–9 \| 55:40 – J. Muñoz (Puyuelo, Hernández) \| \| \| 1–10 \| 56:01 – Arraras (García, Rivero) (EA) \| |                 |                                       |               | Játékvezető: Jevgēņijs Griškevičs Vonalbírók: Marcus Höfer Jiří Svoboda |
| 14 perc | Büntetések      | 6 perc                                |               | Játékvezető: Jevgēņijs Griškevičs Vonalbírók: Marcus Höfer Jiří Svoboda |
| 14 | Lövések         | 51                                    |               | Játékvezető: Jevgēņijs Griškevičs Vonalbírók: Marcus Höfer Jiří Svoboda |
| | 0–1             | 28:08 – Rubio (Ubieto)                |               | Játékvezető: Jevgēņijs Griškevičs Vonalbírók: Marcus Höfer Jiří Svoboda |
| | 0–2             | 38:00 – Puyuelo (Ubieto, Vea)         |               | Játékvezető: Jevgēņijs Griškevičs Vonalbírók: Marcus Höfer Jiří Svoboda |
| Eriksson – 39:04 | 1–2             |                                       |               | Játékvezető: Jevgēņijs Griškevičs Vonalbírók: Marcus Höfer Jiří Svoboda |
| | 1–3             | 39:58 – González (Puyuelo, Brabo)     |               |                                                                         |
| | 1–4             | 42:49 – González (Solorzano) (PP)     |               |                                                                         |
| | 1–5             | 44:34 – Ubieto (Boronat)              |               |                                                                         |
| | 1–6             | 50:24 – Hernández (P. Muñoz) (EA)     |               |                                                                         |
| | 1–7             | 52:27 – J. Muñoz (Fuentes) (PP)       |               |                                                                         |
| | 1–8             | 53:05 – Puyuelo (Hernández)           |               |                                                                         |
| | 1–9             | 55:40 – J. Muñoz (Puyuelo, Hernández) |               |                                                                         |
| | 1–10            | 56:01 – Arraras (García, Rivero) (EA) |               |                                                                         |

| 2018. április 17. 13:00 | Izrael | 9–1 (3–1, 4–0, 2–0) | Észak-Korea | Igloo Arena, Granada Nézőszám: 36 |

| Jegyzőkönyv | Jegyzőkönyv | Jegyzőkönyv                       | Jegyzőkönyv         | Jegyzőkönyv                                                                |
| --- | ----------- | --------------------------------- | ------------------- | -------------------------------------------------------------------------- |
| | Nir Tichon  | Kapusok                           | Pak Kuk-chol Pak Il | Játékvezető: Jevgēņijs Griškevičs Vonalbírók: Andrey Korovkin Jiří Svoboda |
| \| Mazour (Spivak) (PP) – 05:29 \| 1–0 \| \| \| \| 1–1 \| 08:44 – Kim S. (Kim Kw., An) (SH) \| \| Mazour (Spektor, Kozhevnikov) – 17:28 \| 2–1 \| \| \| Vernyy (Kozevnikov) – 18:07 \| 3–1 \| \| \| Spektor (Klein) (PP) – 20:28 \| 4–1 \| \| \| Spektor (Klein, Mazour) – 22:35 \| 5–1 \| \| \| Spektor (Mazour) (SH) – 31:16 \| 6–1 \| \| \| Milner (R. Aharonovich) – 37:29 \| 7–1 \| \| \| Revinaga (R. Aharonovich, Milner) – 42:25 \| 8–1 \| \| \| Sherf (Kozevnikov, Vernyy) – 54:43 \| 9–1 \| \| |             |                                   |                     | Játékvezető: Jevgēņijs Griškevičs Vonalbírók: Andrey Korovkin Jiří Svoboda |
| 16 perc | Büntetések  | 14 perc                           |                     | Játékvezető: Jevgēņijs Griškevičs Vonalbírók: Andrey Korovkin Jiří Svoboda |
| 30 | Lövések     | 31                                |                     | Játékvezető: Jevgēņijs Griškevičs Vonalbírók: Andrey Korovkin Jiří Svoboda |
| Mazour (Spivak) (PP) – 05:29 | 1–0         |                                   |                     | Játékvezető: Jevgēņijs Griškevičs Vonalbírók: Andrey Korovkin Jiří Svoboda |
| | 1–1         | 08:44 – Kim S. (Kim Kw., An) (SH) |                     | Játékvezető: Jevgēņijs Griškevičs Vonalbírók: Andrey Korovkin Jiří Svoboda |
| Mazour (Spektor, Kozhevnikov) – 17:28 | 2–1         |                                   |                     | Játékvezető: Jevgēņijs Griškevičs Vonalbírók: Andrey Korovkin Jiří Svoboda |
| Vernyy (Kozevnikov) – 18:07 | 3–1         |                                   |                     |                                                                            |
| Spektor (Klein) (PP) – 20:28 | 4–1         |                                   |                     |                                                                            |
| Spektor (Klein, Mazour) – 22:35 | 5–1         |                                   |                     |                                                                            |
| Spektor (Mazour) (SH) – 31:16 | 6–1         |                                   |                     |                                                                            |
| Milner (R. Aharonovich) – 37:29 | 7–1         |                                   |                     |                                                                            |
| Revinaga (R. Aharonovich, Milner) – 42:25 | 8–1         |                                   |                     |                                                                            |
| Sherf (Kozevnikov, Vernyy) – 54:43 | 9–1         |                                   |                     |                                                                            |

| 2018. április 17. 16:30 | Új-Zéland | 7–1 (1–0, 2–1, 4–0) | Luxemburg | Igloo Arena, Granada Nézőszám: 68 |

| Jegyzőkönyv | Jegyzőkönyv        | Jegyzőkönyv               | Jegyzőkönyv   | Jegyzőkönyv                                                               |
| --- | ------------------ | ------------------------- | ------------- | ------------------------------------------------------------------------- |
| | Csaba Kercso-Magos | Kapusok                   | Gilles Mangen | Játékvezető: Tim Tzirtziganis Vonalbírók: Alejandro García Carlos Trobajo |
| \| Harrison (Rooney) – 11:07 \| 1–0 \| \| \| Ratcliffe (Polozov) (PP) – 24:59 \| 2–0 \| \| \| Heyd (McLeish) – 29:11 \| 3–0 \| \| \| \| 3–1 \| 29:36 – Mosr (C. Mossong) \| \| Rooney (Helmersson, Craig) – 50:30 \| 4–1 \| \| \| Craig (Polozov, Hay) – 50:43 \| 5–1 \| \| \| Polozov (Schneider, Ratcliffe) – 55:00 \| 6–1 \| \| \| Challis (Heyd, Cox) (PP2) – 58:22 \| 7–1 \| \| |                    |                           |               | Játékvezető: Tim Tzirtziganis Vonalbírók: Alejandro García Carlos Trobajo |
| 0 perc | Büntetések         | 10 perc                   |               | Játékvezető: Tim Tzirtziganis Vonalbírók: Alejandro García Carlos Trobajo |
| 57 | Lövések            | 16                        |               | Játékvezető: Tim Tzirtziganis Vonalbírók: Alejandro García Carlos Trobajo |
| Harrison (Rooney) – 11:07 | 1–0                |                           |               | Játékvezető: Tim Tzirtziganis Vonalbírók: Alejandro García Carlos Trobajo |
| Ratcliffe (Polozov) (PP) – 24:59 | 2–0                |                           |               | Játékvezető: Tim Tzirtziganis Vonalbírók: Alejandro García Carlos Trobajo |
| Heyd (McLeish) – 29:11 | 3–0                |                           |               | Játékvezető: Tim Tzirtziganis Vonalbírók: Alejandro García Carlos Trobajo |
| | 3–1                | 29:36 – Mosr (C. Mossong) |               |                                                                           |
| Rooney (Helmersson, Craig) – 50:30 | 4–1                |                           |               |                                                                           |
| Craig (Polozov, Hay) – 50:43 | 5–1                |                           |               |                                                                           |
| Polozov (Schneider, Ratcliffe) – 55:00 | 6–1                |                           |               |                                                                           |
| Challis (Heyd, Cox) (PP2) – 58:22 | 7–1                |                           |               |                                                                           |

| 2018. április 17. 20:00 | Spanyolország | 14–0 (4–0, 5–0, 5–0) | Mexikó | Igloo Arena, Granada Nézőszám: 157 |

| Jegyzőkönyv | Jegyzőkönyv              | Jegyzőkönyv | Jegyzőkönyv     | Jegyzőkönyv                                                            |
| --- | ------------------------ | ----------- | --------------- | ---------------------------------------------------------------------- |
| | Ander Alcaine Raúl Barbo | Kapusok     | Alfonso de Alba | Játékvezető: Rasmus Toppel Vonalbírók: Marcus Höfer Chris van Grinsven |
| \| P. Muñoz (Carbonell, Betrán) – 00:23 \| 1–0 \| \| \| J. Muñoz (González, Solorzano) (PP) – 06:23 \| 2–0 \| \| \| P. Muñoz (Carbonell, Rivero) – 12:22 \| 3–0 \| \| \| P. Muñoz (Carbonell, Arraras) – 16:52 \| 4–0 \| \| \| Betrán (Carbonell) (PP) – 24:13 \| 5–0 \| \| \| García (Boronat) (PP2) – 31:28 \| 6–0 \| \| \| P. Muñoz (Betrán, Brabo) – 34:28 \| 7–0 \| \| \| P. Muñoz (Betrán) – 37:29 \| 8–0 \| \| \| P. Muñoz (Carbonell, Brabo) (PP) – 38:42 \| 9–0 \| \| \| Boronat (Granell, Brabo) (PP) – 47:15 \| 10–0 \| \| \| P. Muñoz (Carbonell) – 49:46 \| 11–0 \| \| \| J. Muñoz (Puyuelo, García) – 50:03 \| 12–0 \| \| \| Ubieto (Fuentes, Solorzano) (PP) – 51:59 \| 13–0 \| \| \| González (Solorzano) – 58:10 \| 14–0 \| \| |                          |             |                 | Játékvezető: Rasmus Toppel Vonalbírók: Marcus Höfer Chris van Grinsven |
| 8 perc | Büntetések               | 24 perc     |                 | Játékvezető: Rasmus Toppel Vonalbírók: Marcus Höfer Chris van Grinsven |
| 49 | Lövések                  | 5           |                 | Játékvezető: Rasmus Toppel Vonalbírók: Marcus Höfer Chris van Grinsven |
| P. Muñoz (Carbonell, Betrán) – 00:23 | 1–0                      |             |                 | Játékvezető: Rasmus Toppel Vonalbírók: Marcus Höfer Chris van Grinsven |
| J. Muñoz (González, Solorzano) (PP) – 06:23 | 2–0                      |             |                 | Játékvezető: Rasmus Toppel Vonalbírók: Marcus Höfer Chris van Grinsven |
| P. Muñoz (Carbonell, Rivero) – 12:22 | 3–0                      |             |                 | Játékvezető: Rasmus Toppel Vonalbírók: Marcus Höfer Chris van Grinsven |
| P. Muñoz (Carbonell, Arraras) – 16:52 | 4–0                      |             |                 |                                                                        |
| Betrán (Carbonell) (PP) – 24:13 | 5–0                      |             |                 |                                                                        |
| García (Boronat) (PP2) – 31:28 | 6–0                      |             |                 |                                                                        |
| P. Muñoz (Betrán, Brabo) – 34:28 | 7–0                      |             |                 |                                                                        |
| P. Muñoz (Betrán) – 37:29 | 8–0                      |             |                 |                                                                        |
| P. Muñoz (Carbonell, Brabo) (PP) – 38:42 | 9–0                      |             |                 |                                                                        |
| Boronat (Granell, Brabo) (PP) – 47:15 | 10–0                     |             |                 |                                                                        |
| P. Muñoz (Carbonell) – 49:46 | 11–0                     |             |                 |                                                                        |
| J. Muñoz (Puyuelo, García) – 50:03 | 12–0                     |             |                 |                                                                        |
| Ubieto (Fuentes, Solorzano) (PP) – 51:59 | 13–0                     |             |                 |                                                                        |
| González (Solorzano) – 58:10 | 14–0                     |             |                 |                                                                        |

| 2018. április 19. 13:00 | Mexikó | 3–1 (1–0, 1–1, 1–0) | Luxemburg | Igloo Arena, Granada Nézőszám: 300 |

| Jegyzőkönyv | Jegyzőkönyv        | Jegyzőkönyv                            | Jegyzőkönyv     | Jegyzőkönyv                                                       |
| --- | ------------------ | -------------------------------------- | --------------- | ----------------------------------------------------------------- |
| | Andrés de la Garma | Kapusok                                | Philippe Lepage | Játékvezető: Milan Novák Vonalbírók: Andrey Korovkin Jiří Svoboda |
| \| Pérez (Sierra, Majul) (PP) – 06:57 \| 1–0 \| \| \| Najera (Colas) – 29:44 \| 2–0 \| \| \| \| 2–1 \| 31:34 – Mosr (C. Mossong, Welter) (PP) \| \| Majul (Pérez, Cruz) – 57:49 \| 3–1 \| \| |                    |                                        |                 | Játékvezető: Milan Novák Vonalbírók: Andrey Korovkin Jiří Svoboda |
| 12 perc | Büntetések         | 8 perc                                 |                 | Játékvezető: Milan Novák Vonalbírók: Andrey Korovkin Jiří Svoboda |
| 28 | Lövések            | 26                                     |                 | Játékvezető: Milan Novák Vonalbírók: Andrey Korovkin Jiří Svoboda |
| Pérez (Sierra, Majul) (PP) – 06:57 | 1–0                |                                        |                 | Játékvezető: Milan Novák Vonalbírók: Andrey Korovkin Jiří Svoboda |
| Najera (Colas) – 29:44 | 2–0                |                                        |                 | Játékvezető: Milan Novák Vonalbírók: Andrey Korovkin Jiří Svoboda |
| | 2–1                | 31:34 – Mosr (C. Mossong, Welter) (PP) |                 | Játékvezető: Milan Novák Vonalbírók: Andrey Korovkin Jiří Svoboda |
| Majul (Pérez, Cruz) – 57:49 | 3–1                |                                        |                 |                                                                   |

| 2018. április 19. 16:30 | Észak-Korea | 4–12 (1–4, 3–4, 0–4) | Új-Zéland | Igloo Arena, Granada Nézőszám: 84 |

| Jegyzőkönyv | Jegyzőkönyv         | Jegyzőkönyv                              | Jegyzőkönyv                   | Jegyzőkönyv                                                            |
| --- | ------------------- | ---------------------------------------- | ----------------------------- | ---------------------------------------------------------------------- |
| | Pak Kuk-chol Pak Il | Kapusok                                  | Daniel Lee Csaba Kercso-Magos | Játékvezető: Rasmus Toppel Vonalbírók: Alejandro García Carlos Trobajo |
| \| \| 0–1 \| 03:00 – S. Harrison (Burns) \| \| \| 0–2 \| 04:27 – Challis \| \| \| 0–3 \| 05:50 – Schneider (S. Harrison, Polozov) \| \| \| 0–4 \| 06:50 – Ellis (Joyce) (SH) \| \| Hong (Kim Kw.) – 09:25 \| 1–4 \| \| \| \| 1–5 \| 24:53 – Ellis (Challis) \| \| \| 1–6 \| 26:17 – Schneider (Challis) (PP) \| \| Kim Kw. (Kim H., Hong) – 26:35 \| 2–6 \| \| \| Kang I. (Kim Kw.) (SH) – 30:33 \| 3–6 \| \| \| \| 3–7 \| 34:59 – Polozov (Schneider, Craig) \| \| Kim H. (Ri P.) – 35:44 \| 4–7 \| \| \| \| 4–8 \| 38:21 – Ellis (PS) \| \| \| 4–9 \| 44:10 – Schneider (Polozov, S. Harrison) \| \| \| 4–10 \| 46:14 – Cox (Henderson, Challis) (PP2) \| \| \| 4–11 \| 47:01 – Heyd (Henderson, Challis) (PP) \| \| \| 4–12 \| 51:56 – C. Harrison (Schneider, Burns) \| |                     |                                          |                               | Játékvezető: Rasmus Toppel Vonalbírók: Alejandro García Carlos Trobajo |
| 18 perc | Büntetések          | 8 perc                                   |                               | Játékvezető: Rasmus Toppel Vonalbírók: Alejandro García Carlos Trobajo |
| 21 | Lövések             | 49                                       |                               | Játékvezető: Rasmus Toppel Vonalbírók: Alejandro García Carlos Trobajo |
| | 0–1                 | 03:00 – S. Harrison (Burns)              |                               | Játékvezető: Rasmus Toppel Vonalbírók: Alejandro García Carlos Trobajo |
| | 0–2                 | 04:27 – Challis                          |                               | Játékvezető: Rasmus Toppel Vonalbírók: Alejandro García Carlos Trobajo |
| | 0–3                 | 05:50 – Schneider (S. Harrison, Polozov) |                               | Játékvezető: Rasmus Toppel Vonalbírók: Alejandro García Carlos Trobajo |
| | 0–4                 | 06:50 – Ellis (Joyce) (SH)               |                               |                                                                        |
| Hong (Kim Kw.) – 09:25 | 1–4                 |                                          |                               |                                                                        |
| | 1–5                 | 24:53 – Ellis (Challis)                  |                               |                                                                        |
| | 1–6                 | 26:17 – Schneider (Challis) (PP)         |                               |                                                                        |
| Kim Kw. (Kim H., Hong) – 26:35 | 2–6                 |                                          |                               |                                                                        |
| Kang I. (Kim Kw.) (SH) – 30:33 | 3–6                 |                                          |                               |                                                                        |
| | 3–7                 | 34:59 – Polozov (Schneider, Craig)       |                               |                                                                        |
| Kim H. (Ri P.) – 35:44 | 4–7                 |                                          |                               |                                                                        |
| | 4–8                 | 38:21 – Ellis (PS)                       |                               |                                                                        |
| | 4–9                 | 44:10 – Schneider (Polozov, S. Harrison) |                               |                                                                        |
| | 4–10                | 46:14 – Cox (Henderson, Challis) (PP2)   |                               |                                                                        |
| | 4–11                | 47:01 – Heyd (Henderson, Challis) (PP)   |                               |                                                                        |
| | 4–12                | 51:56 – C. Harrison (Schneider, Burns)   |                               |                                                                        |

| 2018. április 19. 20:00 | Izrael | 0–4 (0–0, 0–2, 0–2) | Spanyolország | Igloo Arena, Granada Nézőszám: 390 |

| Jegyzőkönyv | Jegyzőkönyv | Jegyzőkönyv                             | Jegyzőkönyv   | Jegyzőkönyv                                                               |
| --- | ----------- | --------------------------------------- | ------------- | ------------------------------------------------------------------------- |
| | Nir Tichon  | Kapusok                                 | Ander Alcaine | Játékvezető: Tim Tzirtziganis Vonalbírók: Marcus Höfer Chris van Grinsven |
| \| \| 0–1 \| 22:39 – P. Muñoz (Brabo, Rivero) \| \| \| 0–2 \| 36:38 – Fuentes (Vea) \| \| \| 0–3 \| 51:10 – Fuentes (González, Betrán) (PP) \| \| \| 0–4 \| 52:36 – Granell (García) (PP) \| |             |                                         |               | Játékvezető: Tim Tzirtziganis Vonalbírók: Marcus Höfer Chris van Grinsven |
| 22 perc | Büntetések  | 10 perc                                 |               | Játékvezető: Tim Tzirtziganis Vonalbírók: Marcus Höfer Chris van Grinsven |
| 12 | Lövések     | 48                                      |               | Játékvezető: Tim Tzirtziganis Vonalbírók: Marcus Höfer Chris van Grinsven |
| | 0–1         | 22:39 – P. Muñoz (Brabo, Rivero)        |               | Játékvezető: Tim Tzirtziganis Vonalbírók: Marcus Höfer Chris van Grinsven |
| | 0–2         | 36:38 – Fuentes (Vea)                   |               | Játékvezető: Tim Tzirtziganis Vonalbírók: Marcus Höfer Chris van Grinsven |
| | 0–3         | 51:10 – Fuentes (González, Betrán) (PP) |               | Játékvezető: Tim Tzirtziganis Vonalbírók: Marcus Höfer Chris van Grinsven |
| | 0–4         | 52:36 – Granell (García) (PP)           |               |                                                                           |

| 2018. április 20. 13:00 | Luxemburg | 2–1 (0–1, 1–0, 1–0) | Észak-Korea | Igloo Arena, Granada Nézőszám: 77 |

| Jegyzőkönyv | Jegyzőkönyv   | Jegyzőkönyv            | Jegyzőkönyv  | Jegyzőkönyv                                                                  |
| --- | ------------- | ---------------------- | ------------ | ---------------------------------------------------------------------------- |
| | Gilles Mangen | Kapusok                | Pak Kuk-chol | Játékvezető: Jevgēņijs Griškevičs Vonalbírók: Andrey Korovkin Carlos Trobajo |
| \| \| 0–1 \| 12:33 – Kim H. (Ri I.) \| \| C. Cannon – 32:08 \| 1–1 \| \| \| Eriksson (M. Cannon) – 44:55 \| 2–1 \| \| |               |                        |              | Játékvezető: Jevgēņijs Griškevičs Vonalbírók: Andrey Korovkin Carlos Trobajo |
| 18 perc | Büntetések    | 10 perc                |              | Játékvezető: Jevgēņijs Griškevičs Vonalbírók: Andrey Korovkin Carlos Trobajo |
| 31 | Lövések       | 32                     |              | Játékvezető: Jevgēņijs Griškevičs Vonalbírók: Andrey Korovkin Carlos Trobajo |
| | 0–1           | 12:33 – Kim H. (Ri I.) |              | Játékvezető: Jevgēņijs Griškevičs Vonalbírók: Andrey Korovkin Carlos Trobajo |
| C. Cannon – 32:08 | 1–1           |                        |              | Játékvezető: Jevgēņijs Griškevičs Vonalbírók: Andrey Korovkin Carlos Trobajo |
| Eriksson (M. Cannon) – 44:55                                                                                          | 2–1           |                        |              | Játékvezető: Jevgēņijs Griškevičs Vonalbírók: Andrey Korovkin Carlos Trobajo |

| 2018. április 20. 16:30 | Mexikó | 3–5 (0–2, 2–2, 1–1) | Izrael | Igloo Arena, Granada Nézőszám: 94 |

| Jegyzőkönyv | Jegyzőkönyv        | Jegyzőkönyv                          | Jegyzőkönyv | Jegyzőkönyv                                                                |
| --- | ------------------ | ------------------------------------ | ----------- | -------------------------------------------------------------------------- |
| | Andres de la Garma | Kapusok                              | Nir Tichon  | Játékvezető: Rasmus Toppel Vonalbírók: Alejandro García Chris van Grinsven |
| \| \| 0–1 \| 13:56 – Kozhevnikov (Spivak, Vernyy) \| \| \| 0–2 \| 17:03 – Kozhevnikov (Vernyy) \| \| \| 0–3 \| 29:19 – Kozhevnikov (PP) \| \| \| 0–4 \| 36:44 – Spektor (SH) \| \| Sierra (Chabat, Majul) (PP) – 37:25 \| 1–4 \| \| \| Chabat (Padilla) – 38:58 \| 2–4 \| \| \| Smithers (Ugarte) (PP) – 48:52 \| 3–4 \| \| \| \| 3–5 \| 49:35 – Vernyy (Ben Tov) \| |                    |                                      |             | Játékvezető: Rasmus Toppel Vonalbírók: Alejandro García Chris van Grinsven |
| 14 perc | Büntetések         | 51 perc                              |             | Játékvezető: Rasmus Toppel Vonalbírók: Alejandro García Chris van Grinsven |
| 26 | Lövések            | 37                                   |             | Játékvezető: Rasmus Toppel Vonalbírók: Alejandro García Chris van Grinsven |
| | 0–1                | 13:56 – Kozhevnikov (Spivak, Vernyy) |             | Játékvezető: Rasmus Toppel Vonalbírók: Alejandro García Chris van Grinsven |
| | 0–2                | 17:03 – Kozhevnikov (Vernyy)         |             | Játékvezető: Rasmus Toppel Vonalbírók: Alejandro García Chris van Grinsven |
| | 0–3                | 29:19 – Kozhevnikov (PP)             |             | Játékvezető: Rasmus Toppel Vonalbírók: Alejandro García Chris van Grinsven |
| | 0–4                | 36:44 – Spektor (SH)                 |             |                                                                            |
| Sierra (Chabat, Majul) (PP) – 37:25 | 1–4                |                                      |             |                                                                            |
| Chabat (Padilla) – 38:58 | 2–4                |                                      |             |                                                                            |
| Smithers (Ugarte) (PP) – 48:52 | 3–4                |                                      |             |                                                                            |
| | 3–5                | 49:35 – Vernyy (Ben Tov)             |             |                                                                            |

| 2018. április 20. 20:00 | Spanyolország | 6–4 (1–0, 4–3, 1–1) | Új-Zéland | Igloo Arena, Granada Nézőszám: 541 |

| Jegyzőkönyv | Jegyzőkönyv   | Jegyzőkönyv                             | Jegyzőkönyv | Jegyzőkönyv                                                    |
| --- | ------------- | --------------------------------------- | ----------- | -------------------------------------------------------------- |
| | Ander Alcaine | Kapusok                                 | Daniel Lee  | Játékvezető: Milan Novák Vonalbírók: Marcus Höfer Jiří Svoboda |
| \| Carbonell (Rivero, P. Muñoz) (PP) – 18:12 \| 1–0 \| \| \| Fuentes (Ubieto) (EA) – 21:39 \| 2–0 \| \| \| \| 2–1 \| 23:53 – Heyd (Burns, Henderson) (PP) \| \| Rubio (Granell, Boronat) – 25:34 \| 3–1 \| \| \| Boronat (Rubio) – 28:27 \| 4–1 \| \| \| \| 4–2 \| 33:04 – Polozov (Joyce, Schneider) \| \| Granell (Ubieto, Boronat) – 36:38 \| 5–2 \| \| \| \| 5–3 \| 37:47 – Heyd (Cox) \| \| Boronat (Rubio) – 42:51 \| 6–3 \| \| \| \| 6–4 \| 44:53 – Ellis (Polozov, Schneider) (PP) \| |               |                                         |             | Játékvezető: Milan Novák Vonalbírók: Marcus Höfer Jiří Svoboda |
| 4 perc | Büntetések    | 8 perc                                  |             | Játékvezető: Milan Novák Vonalbírók: Marcus Höfer Jiří Svoboda |
| 53 | Lövések       | 19                                      |             | Játékvezető: Milan Novák Vonalbírók: Marcus Höfer Jiří Svoboda |
| Carbonell (Rivero, P. Muñoz) (PP) – 18:12 | 1–0           |                                         |             | Játékvezető: Milan Novák Vonalbírók: Marcus Höfer Jiří Svoboda |
| Fuentes (Ubieto) (EA) – 21:39 | 2–0           |                                         |             | Játékvezető: Milan Novák Vonalbírók: Marcus Höfer Jiří Svoboda |
| | 2–1           | 23:53 – Heyd (Burns, Henderson) (PP)    |             | Játékvezető: Milan Novák Vonalbírók: Marcus Höfer Jiří Svoboda |
| Rubio (Granell, Boronat) – 25:34 | 3–1           |                                         |             |                                                                |
| Boronat (Rubio) – 28:27 | 4–1           |                                         |             |                                                                |
| | 4–2           | 33:04 – Polozov (Joyce, Schneider)      |             |                                                                |
| Granell (Ubieto, Boronat) – 36:38 | 5–2           |                                         |             |                                                                |
| | 5–3           | 37:47 – Heyd (Cox)                      |             |                                                                |
| Boronat (Rubio) – 42:51 | 6–3           |                                         |             |                                                                |
| | 6–4           | 44:53 – Ellis (Polozov, Schneider) (PP) |             |                                                                |